# Jukka Savijoki
Jukka Ilmari Savijoki, född 8 juni 1952 i Helsingfors, är en finländsk gitarrist. Han är tvillingbror till Pekka Savijoki.
Savijoki studerade till en början för Ivan Putilin vid Sibelius-Akademin och sedan för John W. Duarte i London. Han har inriktat sig både på nutida gitarrmusik och musik från klassicismen på periodinstrument. Av flera finländska samtida tonsättare som skrivit för honom kan nämnas Erik Bergman, Jouni Kaipainen och Kaija Saariaho. Därtill har han framfört verk av argentinaren Ástor Piazzolla. Han har arbetat som lektor i gitarrspel vid Sibelius-Akademin, där han doktorerade 1997. Han har samarbetat på skiva med flöjtisten Mikael Helasvuo som duett och bland annat inom ensemblen Cluster, som har specialiserat sig på modern musik. Han har gett många konserter utomlands.